# Vereniging Vrienden van de Amsterdamse Binnenstad

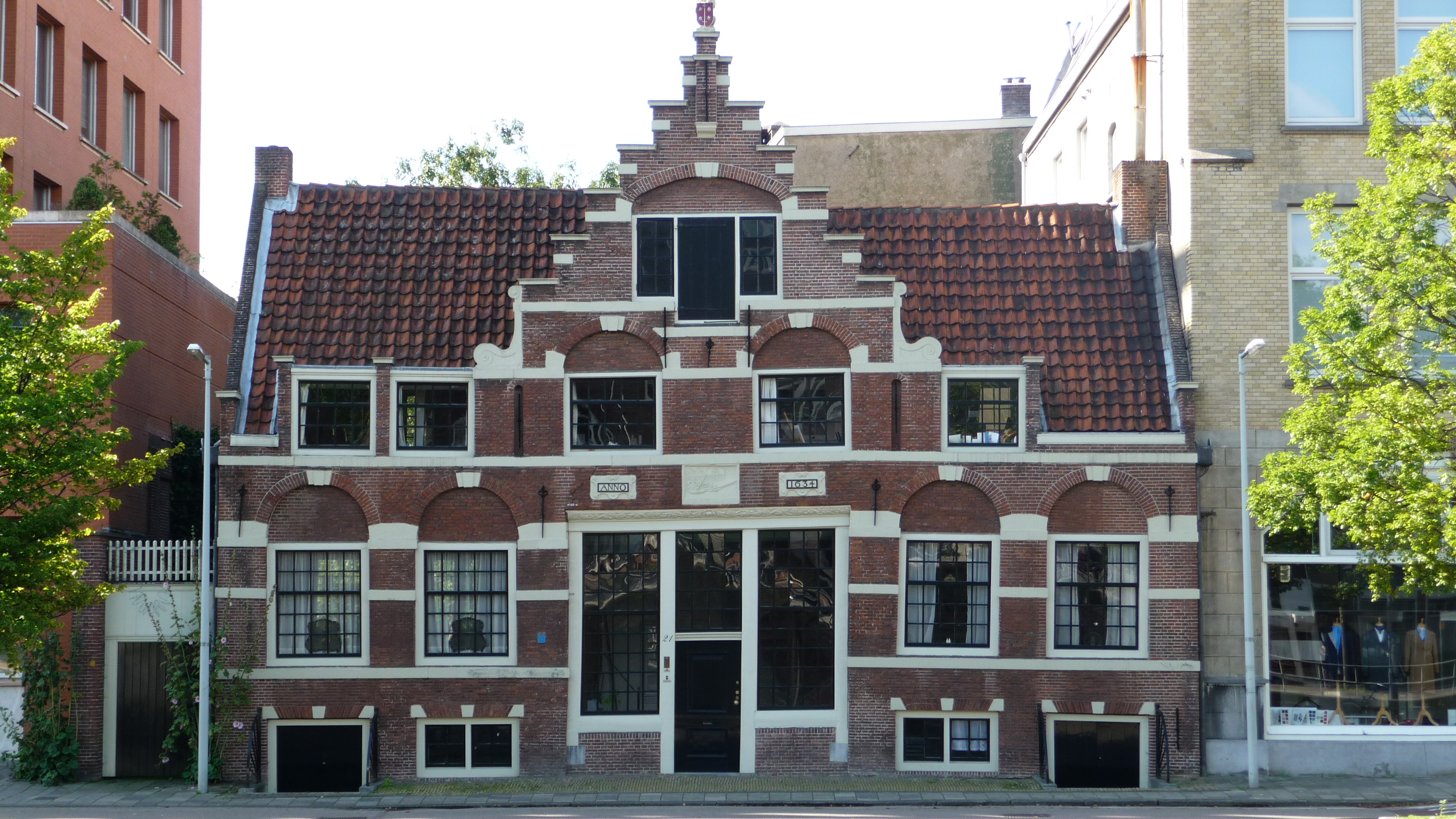
De VVAB houdt kantoor in het Aalsmeerder Veerhuis uit 1634 aan de Sloterkade

De Vereniging Vrienden van de Amsterdamse Binnenstad (VVAB) is een organisatie die ijvert voor behoud en herstel van historische bebouwing in de Amsterdamse binnenstad. Ze werd in 1975 opgericht door monumentenbeschermer Geurt Brinkgreve.
In de vereniging gingen twee organisaties met een beperkter doelstelling samen: de 'Vrienden van Diogenes', een steunvereniging voor de restaurerende instelling 'Stichting Diogenes', en 'Levend Monument', een belangenbehartiger van monumenteneigenaren in Amsterdam.

## Geschiedenis
1975 was een belangrijk jaar voor de Amsterdamse Binnenstad, het was het Europese Monumentenjaar en in dat jaar vierde de stad haar 700e verjaardag (27 oktober 1275 - 27 oktober 1975). Uit de kringen die zich hadden ingezet voor behoud van het Huis de Pinto en voor het behoud van de Jordaan als karakteristieke woonbuurt, ontstond het idee voor oprichting van de vereniging ter verdediging van de historische binnenstad. De statutaire doelstelling luidt "het behoud en herstel van de historische bebouwing en stedenbouwkundige structuur, met inbegrip van: a. het handhaven van het historisch karakter, het bevorderen van het stedenschoon en het verbeteren van het stadsgezicht; b. het bevorderen van de kwaliteit - waaronder de openbare toegankelijkheid - van de openbare ruimte, het water en het stedelijk groen inbegrepen; c. het tegengaan van bebouwing en andere veranderingen die met de hierboven genoemde doelstellingen strijdig zijn; en d. het bevorderen van een goed woon-, werk- en verblijfsklimaat en het handhaven van de balans tussen de verschillende functies".
Geurt Brinkgreve werd opgevolgd door Walther Schoonenberg (geb. 1957). Hij was vanaf 1999 bestuurslid, onder meer voorzitter, van de vereniging en is vanaf 2011 betaald secretaris. Hij nam ontslag na een aanvaring met het bestuur, maar stelde zich onmiddellijk verkiesbaar voor datzelfde bestuur. Op enkele druk bezochte ledenvergaderingen stemden de leden de meer regenteske bestuursleden als Els Iping en Guusje ter Horst weg. Schoonenberg is sinds 14 september 2021 weer secretaris. Op de ledenvergadering in oktober 2022 werd een nieuw beleidsplan aangenomen en de statuten gewijzigd. De vereniging heeft zichzelf daarin omschreven als een activistische erfgoedorganisatie die ook aandacht heeft voor de leefbaarheid van de binnenstad.

## Activiteiten
De VVAB geeft zesmaal per jaar het tijdschrift Binnenstad uit met artikelen en nieuws over de binnenstad. Voorts zijn er diverse publicaties uitgegeven, waaronder het standaardwerk Bouwen in Amsterdam door Henk Zantkuijl. Verder worden er regelmatig excursies en lezingen georganiseerd. De vereniging organiseert ook cursussen. De nadruk van het werk van de vereniging ligt echter op acties voor behoud en herstel van de Amsterdamse binnenstad. In sommige gevallen wordt ook de gang naar de rechter niet geschuwd. Zo tekende de VVAB op 16 december 2022 beroep aan tegen de verbouwing van het Amsterdam Museum, het vml. Burgerweeshuis.
Voortgekomen uit de VVAB is de Vereniging Vrienden van Amsterdamse Gevelstenen. Een ander initiatief was het Amsterdams Kroonlantaarn Comité, dat ijverde voor de terugkeer van de authentiek Amsterdamse Kroonlantaarn in de binnenstad. De belangrijkste resultaten van de VVAB zijn de restauratie van het West-Indisch Huis, het behoud van het Binnengasthuisterrein, het weer opengraven van het Open Havenfront, de terugkeer van de kroonlantaarn langs de grachten en de aanwijzing van de binnenstad als beschermd stadsgezicht in 1999 en als Unesco-Werelderfgoed in 2010.